# Lepiota adusta
Lepiota adusta är en svampart som först beskrevs av E. Horak, och fick sitt nu gällande namn av E. Horak 1980. Lepiota adusta ingår i släktet Lepiota och familjen Agaricaceae.   Inga underarter finns listade i Catalogue of Life.